# Manuel Teixeira Barbosa
Manuel Teixeira Barbosa (São Gonçalo do Amarante, 10 de dezembro de 1779 — Natal, 29 de junho de 1839) foi político brasileiro.
Foi presidente da província do Rio Grande do Norte, de 24 de janeiro a 5 de maio de 1824, de 20 de janeiro a 21 de março de 1825 e de 25 de abril a 3 de julho de 1838. Com efeito, decreto de Sua Majestade Imperial, datado de 23 de setembro de 1823, extinguia as Juntas de Governo Provisório, aditando em seu artigo 1º que deveria assumir o Poder o Presidente da Câmara. Cerca de um mês depois, a 20 de outubro, o art. 1º de nova Carta de Lei reitera: ficam abolidas as Juntas Provisórias de Governo estabelecidas nas Províncias do Império do Brasil por decreto de 29 de setembro de 1821. O Ouvidor, José do Rego Bezerra, em ofício à Câmara de Natal, em 24 de janeiro de 1824, alerta para o fato e ordena a imediata dissolução da Junta e substituí-la nos termos da lei. Relata CÂMARA CASCUDO: A Câmara, em ofício do mesmo dia, comunicou a dita Junta e esta respondeu, também a 24 de janeiro de 1824, pela letra do seu Presidente: – ‘Estou pronto a entregar o dito Governo logo que se apresente o eleito por V.V.S.S. (sic) porque não devo abandoná-lo, e sim dele fazer entrega. Manuel Teixeira Barbosa, Presidente da Câmara, não perdeu um minuto. Compareceu e assumiu também no mesmíssimo 24 de janeiro de 1824 (op. cit., pp. 104–105).
Nasceu em São Gonçalo do Amarante, a 10.12.1779, filho de Estevão José Barbosa e d. Rosa Maria Josefa. Era Presidente da Câmara Municipal de Natal quando assumiu, a 24 de janeiro de 1824, o governo provincial, em cumprimento ao artigo 19 da Carta de 20.10.1823 que determinava, como viu-se nas considerações iniciais, a dissolução das Juntas e entrega da administração aos respectivos chefes das edilidades. Naquela data nascia a Província do Rio Grande do Norte. Assumiu-a numa conjuntura particularmente difícil: dois meses após sua posse, a 25 de março, nova Constituição fora outorgada pelo Imperador, causando inquietação popular pelo seu caráter centralizador e fazendo ressurgir o espírito revolucionário de 1817. Com efeito, naquele período despontara o movimento denominado Confederação do Equador, que buscava congregar províncias do Nordeste em torno do ideal republicano. Novamente partia de Pernambuco a ideia separatista, desta feita imbuída do propósito federativo face a ameaça centralista de D. Pedro I: Manuel de Carvalho Paes de Andrade, que presidira a junta que governara a Província de Pernambuco, estivera exilado nos Estados Unidos da América por sua participação na Revolução de 1817, de lá retornando influenciado pelo sistema federalista, que vinha complementar suas convicções republicanas, conforme foi dito na Grande Enciclopédia Larousse Cultural (1998, vol. 9, p. 2.139). Assinala CÂMARA CASCUDO que, No Rio Grande do Norte, os homens de 1817 eram queridos e admirados mas estavam divididos, uns para o lado do Imperador e outros para a aceitação de um governo popular. Complementa, em seguida: Manuel Teixeira Barbosa, proprietário, homem simples, com inteligência limitada à solução de casos concretos e imediatos, ficou com a bomba na mão, vendo chamas diante dos olhos (1984, p. 160), o que é corroborado por TAVARES DE LIRA: Teixeira Barbosa, fraco e impotente para dominar a anarquia que (lhe) alçava o colo, fazendo a província perigar em crise de opiniões divergentes e variedade arriscadíssima, apelou para o concurso de Agostinho Leitão de Almeida (...), que procurou influir para que se não agravasse a situação, incorrendo por isto no desagrado dos exaltados, que estavam inclinados a acompanhar Pernambuco no movimento de reação que terminou na Confederação do Equador (1982, p. 222). O Presidente Manuel Teixeira Barbosa, que passara a despachar no Quartel da Tropa de linha, instava, através de insistentes correspondências, que o seu substituto, Tomás de Araújo Pereira, viesse assumir o cargo, o que só ocorreu no início de maio. A cerimônia de transferência do posto deu-se a 5 de maio, precisamente, havendo passado, portanto, pouco mais de três meses naquelas funções. Tornaria àquela investidura no ano seguinte, ainda como Presidente da Câmara, governando a província entre 20 de janeiro e 21 de março de 1825, e na década posterior, na condição de 3º vice-presidente, no período de 25 de abril a 3 de Julho de 1838. Faleceu em Natal, em 29 de junho de 1839.